# 거대과학
거대과학(巨大科學, 영어: big science)은 과학자 및 공학자 같은 인원, 연구기관, 예산을 대규모로 동원하는 과학 연구를 말한다. 빅 테크놀로지(巨大技術)와 구분하지 않고 사용하는 경우가 많다. 이는 국가적 규모의 재정 뒷받침을 전제로 해서 수행 가능한 연구이다. 그 대표적인 예로 미국과 소련이 경쟁적으로 벌였던 우주개발이 있다. 거대과학은 군사우위를 차지함과 아울러 국가 기간산업을 활성하고 경제 발전을 가져오며, 국위선양 면에서도 큰 의미가 있다. 그런 의미에서 군관산학(軍官産學)이라는 구조를 가지는 것이 거대과학의 특징이다.

## 거대 과학의 사례

### 맨해튼 프로젝트

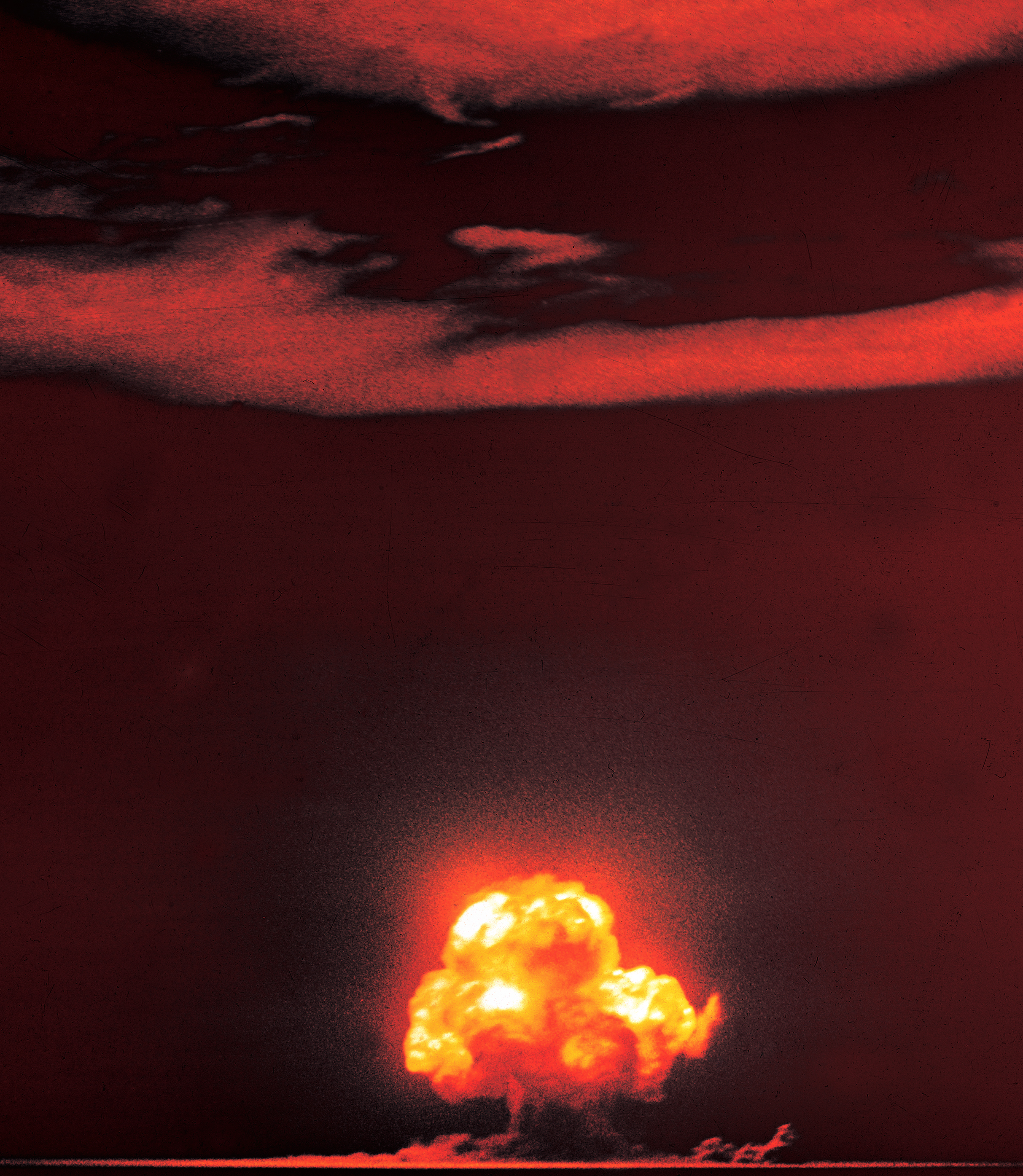
핵실험

맨해튼 프로젝트는 제2차 세계 대전 기간 동안 미국이 영국과 캐나다의 협조아래 수행한 인류 최초의 핵무기 개발 계획의 암호명이다.
이 프로젝트는 과거의 모든 과학연구들을 압도하는 프로젝트였다. 총 투자액은 20억 달러 이상이었고, 총 참여 연구인력들은 만 단위였고, 그외 기능인력과 행정인력 등은 10만명 이상이 동원되었다. 맨해튼 프로젝트는 총책임자인 육군공병대의 그로브스 준장과 참모장교들에 의해 전반적으로 결정되었고, 극소수의 과학자들만이 이 계획의 전말을 알고 있었다.
맨해튼 프로젝트는 현대의 거대과학이 가지고 있는 특징(투자규모의 거대화, 관료와 행정가에 의한 연구의 통제, 과학자의 전문노동자화 등)을 뚜렷히 보여준다.

### 아폴로 계획
아폴로 계획은 1961년부터 1972년까지 미국항공우주국에 의해 이루어진 일련의 유인 우주 비행 탐사 계획으로, 1969년 아폴로 11호에 이어 1970년대 초반까지 여섯 차례 성공적으로 달에 착륙한 후 귀환하였다.

## 장점
거대과학은 고도로 발전된 과학기술에서 기초과학의 획기적 발전을 위한 효율적 수단이다. 대규모 자본과 인력을 집중적으로 투자함으로써 단기간에 기초과학의 한단계 큰 도약을 이뤄낼 수 있다. 그리고 거대과학은 많은 연구원,행정원들이 필요한 만큼 많은 신산업 창출 등 산업에 많은 혜택을 줄 수 있다.

## 단점
거대과학은 과거에 창의성을 바탕으로 한 자발적 연구에서 자본과 결합한 대규모 이익집단의 연구로 바꾸었다. 이것은 과학자들을 학자에서 지식노동자로 바꾼 것으로, 자유로운 연구가 아닌 정해진 목표를 정해진 시간에 해결해 낼 것을 요구받는 산업활동의 성격을 띄게 되었다. 또한 거대과학은 필연적으로 거대한 인적-물적 자원을 동원할 수 있는 조직-집단에 의존하게 되고, 결국 이들 조직-정부-기업의 요구를 수용할 수 밖에 없는 수동적인 연구를 하게 된다. 그리고 거대과학은 그 크기 만큼이나 그 속에 연관되어 있는 사람들이 많아서, 그 복잡한 이해관계 속에서 잘못된 연구, 시스템결함이 가져올 사회적 위협에 대해서는 둔감해지는 결과를 낳게 된다.